# Metaphalangium orientale
Metaphalangium orientale is een hooiwagen uit de familie echte hooiwagens (Phalangiidae).